# 上海市禁毒科普教育馆
上海市禁毒科普教育馆是中華人民共和國上海市靜安區的一個宣傳禁毒的场馆，展览面积1100平方米，2002年建成，2007年啟動改建工作，2010年重新對外開放。

## 外部連結
- 官方网站